# Moritz David

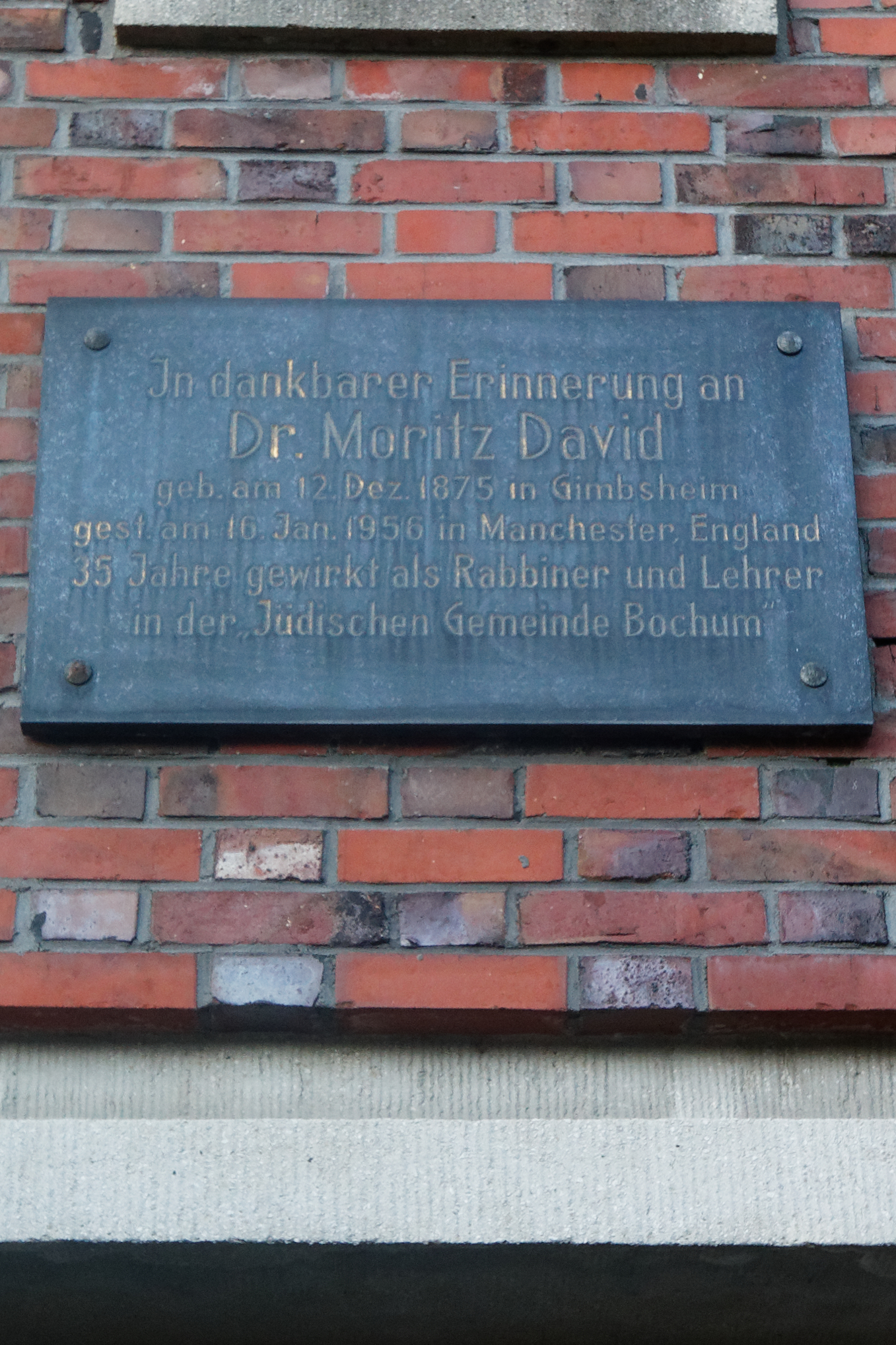
Gedenktafel an der Friedhofskapelle des jüdischen Friedhofs

Moritz David (geboren am 18. Dezember 1875 in Gimbsheim; gestorben am 16. Januar 1956 in Manchester) war ein deutscher Rabbiner in Bochum.

## Leben
David war ein Sohn des Kaufmanns Emil David II. und dessen Ehefrau Amalie (geborene Rüb). Er besuchte zunächst von Ostern 1885 bis Ostern 1894 das Gymnasium in Worms und studierte anschließend von 1894 bis 1896 Theologie am Jüdisch-Theologischen Seminar (Fraenckel’sche Stiftung) in Breslau, wo er unter anderem Vorlesungen bei Markus Brann hörte. Er belegte zugleich ein Studium der semitischen Geschichte, Philologie und Philosophie an der dortigen Universität. Im Herbst 1896 wechselte er an die philosophische Fakultät der Friedrich-Alexander-Universität nach Erlangen, wo er seine Dissertation Das Targum scheni zum Buch Esther ablieferte und am 22. Februar 1897 promoviert wurde.
1901 wurde er als erster Rabbiner der Synagogengemeinde Bochum berufen und blieb dort bis zu seinem freiwilligen Ruhestand 1934. Im Jahr 1938 betreute er kurz das vakante Rabbinat in Dortmund. Nach den Novemberpogromen wurde er verhaftete und für kurze Zeit im KZ Sachsenhausen gefangen gehalten. Im Frühjahr 1939 emigrierte er mit Hilfe von Leo Baeck nach England. Nach Kriegsbeginn wurde er als „feindlicher Ausländer“ interniert. Im Lager traf er seinen früheren Lehrer Erich Mendel und feiert mit ihm gemeinsam Gottesdienste. 1940 meldete er sich für eine Schiffsreise der Internierten nach Australien; seine Frau wie die der anderen Männer sollten später folgen. Nach über zwei Jahren hieß es, dass die Frauen doch nicht folgen könnten, und David kehrte nach England zurück. Er starb am 16. Januar 1956 in Manchester.
1959 wurde durch einige Mitglieder der Synagogengemeinde Bochum eine Gedenktafel für Moritz David auf dem jüdischen Friedhof an der Wasserstraße enthüllt. Am 27. Mai 1998 beschloss die Stadt Bochum Straßen im Ehrenfeld, die nach Protagonisten der Kolonisierung Afrikas benannt waren, umzubenennen: Die Petersstraße in Else-Hirsch-Straße, die Lüderitzstraße in Ottilie-Schoenewald-Straße und die Wißmannstraße in Dr.-Moritz-David-Straße.

## Schriften (Auswahl)
- Das Targum Scheni zum Buche Esther. Fischer, Krakau 1898 (archive.org – Dissertation mit Lebenslauf).